# Dabbahu
Pour les articles homonymes, voir Boina.
Le Dabbahu (également appelé Boina, Boyna ou Moina) est un volcan situé dans la région Afar en Éthiopie, au sud-ouest de la dépression de Danakil, non loin du volcan Alayta.
Ce stratovolcan datant de l'Holocène est formé de coulées de laves, de cônes de lave et de pierre ponce. Il fait partie de la vallée du Grand Rift.